# أتالوس الأول
أتالوس الأول (بالإغريقية: Ἄτταλος، المُلقب سوتر Σωτήρ، "المُخَلصْ"؛ 269-197 ق.م) ملك بيرغامون من 241 ق.م إلى 197 ق.م. كان ابن «يومينس الأول» بالتبني، الذي خلفه، وكان أول من حملَ لقب "باسيليوس" (مُصطلح إغريقي يعني المَلك) من أفراد السُلالة الأتالية في عام 238 ق.م.
حقق «أتالوس» انتصارًا مُهمًا في غلاطية، ضد القبائل القلطية التي وصلت حديثًا من تراقيا، والذين كانوا، لأكثر من جيل، ينهبون ويتقاضون الجزية في معظم أنحاء الأناضول من دون رقيب. هذا الانتصار مع التحرر من "الإرهاب" الغالي الذي مثلته، أكسب «أتالوس» لقب "المُخَلصْ" وجعل منه باسيليوس. كان جنرالًا شُجاعًا فذًا وحليفًا مُخلصًا لروما، لعب دورًا مهمًا في الحروب المقدونية الأولى والثانية، التي خاضها ضد «فيليب الخامس». أجرى العديد من الهجمات البحرية، وضايقة المصالح المقدونية في جميع أنحاء بحر إيجه، نال الأوسمة، وجمع الغنائم، واكتسب لبرغامون حيازة جُزر أجانيطس اليونانية خلال الحرب الأولى، وأندروس خلال الحرب الثانية، ونجا مرتين بصعوبة من القبض على يد «فيليب».
كان «أتالوس» حاميًا لمدن الأناضول اليونانية، واعتبر نفسه بطلًا لليونانيين ضد البرابرة. خلال فترة حُكمه أسس بيرغامون كقوة عتيدة في الشرق اليوناني. توفي في عام 197 ق.م، قبل وقت قصير من نهاية الحرب المقدونية الثانية، عن عمر يناهز 72 عامًا، بعد أن أصيب بجلطة دماغية أثناء مُخاطبته لمجلس الحرب في بيوتيا. كان هو وزوجته موضع إعجاب بسبب تربية أبنائهما الأربعة. خلفه ابنه «يومينس الثاني» كملك.

## الحياة المُبكرة
لا يُعرف سوى القليل عن حياة «أتالوس» المُبكرة. ولد يونانيًا، ابن «أتالوس» و«أنطيوخيس». كان «أتالوس الأب» ابنًا لأخ (يُدعى أيضًا «أتالوس») لكُل من «فيليتروس»، مؤسس السُلالة الأتالية، و«يومينس»، والد «يومينس الأول»، خليفة «فيليتروس»؛ تم ذكره، جنبًا إلى جنب مع أعمامه، كراعي لمدينة دلفي، ونال الشُهرة في أولمبيا عندما فاز كسائق عربة، وتم تكريمه بنصب تذكاري في بيرغامون.
كان «أتالوس» طفلاً صغيراً عندما توفي والده، في وقت ما قبل 241 ق.م، وبعد ذلك تم تبنيه من قبل «يومينس الأول»، السلالة الحالية. كانت والدة «أتالوس»، «أنطيوخيس»، مُرتبطة بالسُلالة السلوقية (كونها حفيدة «سلوقس المنصور») على الأرجح كان زواجها من والد «أتالوس» قد تم من قبل «فيليتروس» لترسيخ سُلطته. سيكون هذ الأمر مُتسقًا مع التخمين القائل بأن والد «أتالوس» كان وريثًا مُعينًا لـ «فيليتروس»، ولكن خلفه «يومينس الأول»، كون «أتالوس» كان صغيرًا جدًا عندما توفي والده.

## هزيمة غلاطية
وفقًا للكاتب اليوناني «بوسانياس» في القرن الثاني الميلادي، فإن "أعظم إنجازاته" كانت هزيمة "الغال". كان «بوسانياس» يُشير إلى سُكان غلاطية، المُهاجرون القلطيون من تراقيا، الذين استقروا مؤخرًا في غلاطية وسط الأناضول، والذين أطلق عليهم الرومان والإغريق اسم الغال، وربطهم بالقلطيين في ما يعرف الآن بفرنسا وسويسرا وشمال إيطاليا. مُنذ زمن «فيليتروس»، مؤسس السُلالة الأتالية، مثل القلطيون تهديدًا مُستمرًا على بيرغامون، في الواقع لجميع آسيا الصغرى، من خلال فرضهم الجزية على بقية شعوب المنطقة لتجنب الحرب أو غيرها من التداعيات. لقد تعامل «يومينس» (على الأرجح) مع حكام آخرين من غلاطية لدفع هذه الجزية. لكن «أتالوس» رفض أن يدفع لهم، كان أول حاكم من هذا القبيل يفعل ذلك. نتيجة لذلك، شرعة غلاطية في مهاجمة بيرغامون. التقى بهم «أتالوس» بالقرب من منبع نهر كايكوس، وحقق نصرًا حاسمًا، وبعد ذلك، على غرار «أنطيوخس الأول»، تبنى «أتالوس» لقب "المُخَلصْ"، وأصبحَ "باسيليوس" (مُصطلح إغريقي يعني المَلك). على أحد تلال بيرغامون أقيم نصب تذكاري للنصر، والذي تضمن التمثال الشهير "الغالي المُحتضر" تخليداً لذكرى هذه المعركة.

## فتوحات الأناضول

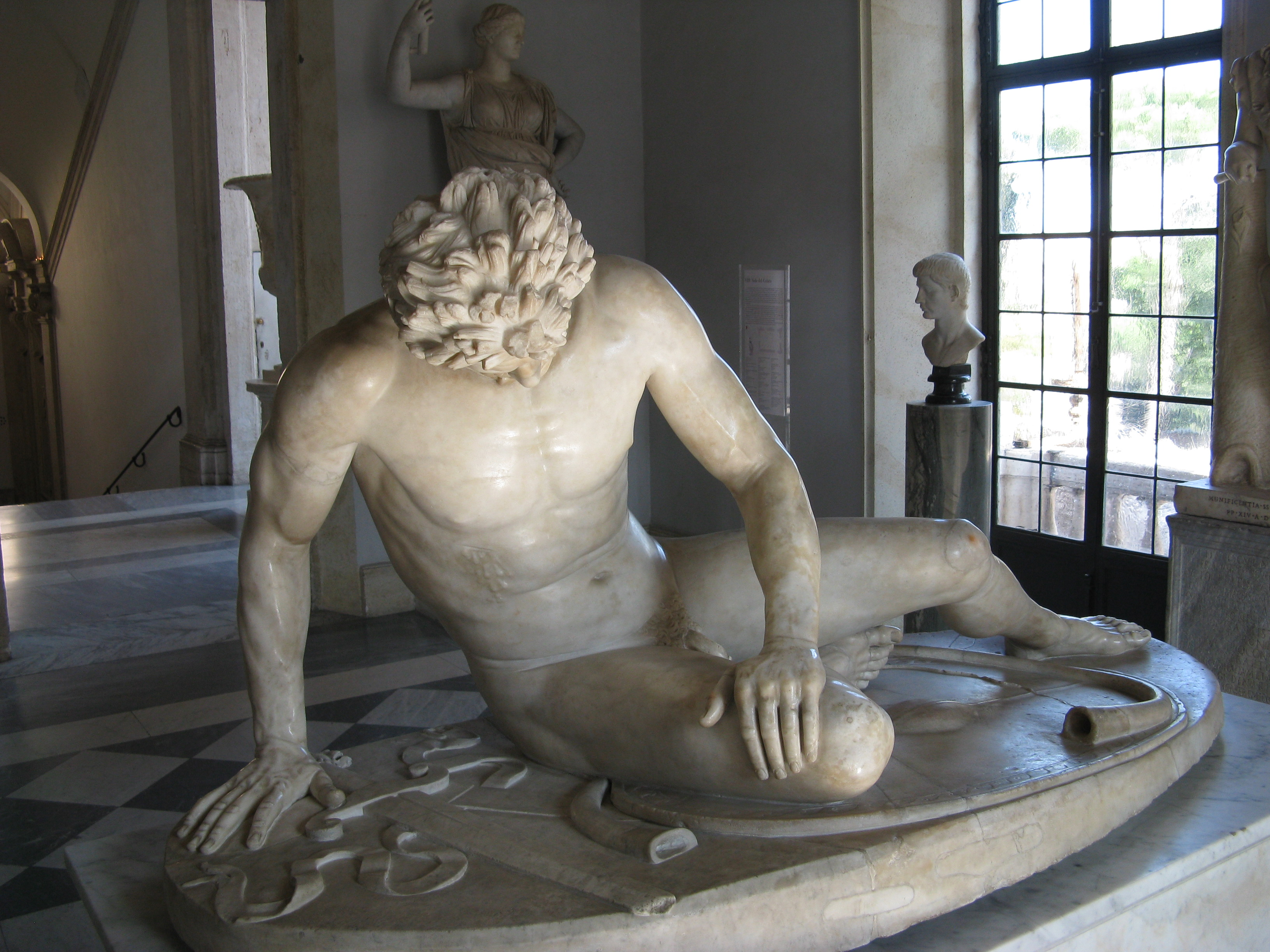
يُمثل "الغالي المُحتضر" هزيمة «أتالوس» للقبائل القلطية في غلاطية.

بعد عدة سنوات من نصرها المُظفر، هوجمت بيرغامون مرة أخرى من قبل الغال مع حليفهم «أنطيوخس هيراكس»، الأخ الأصغر «لسلوقس الثاني»، وحاكم آسيا الصغرى من عاصمته ساردس. هزم «أتالوس» الإغريق و«أنطيوخس» في معركة أفروديسيوم ومرة أخرى في معركة ثانية في الشرق. دارت رُحى المعارك اللاحقة مع «أنطيوخس» وحده، في فريجيا الهلسبونتية، حيث ربما كان «أنطيوخس» يلتمس اللجوء مع والد زوجته، «ضيئيلاس» ملك بيثينيا؛ بالقرب من ساردس في ربيع 228 ق.م؛ وفي المعركة الأخيرة للحملة، جنوبًا في كاريا على ضفاف هارباسوس، أحد روافد نهر مايندر، أنتهت جميع هذه المعارك بنصر مُظفر لـ«أتالوس».
نتيجة لهذه الانتصارات، سيطر «أتالوس» على جميع مناطق الأناضول القابعة تحت السيطرة السلوقية شمال جبال طوروس. كان قادرًا على التمسك بهذه المكاسب في مواجهة المحاولات المتكررة من قبل «سلوقس الثالث»، الابن الأكبر وخليفة «سلوقس الثاني»، لاستعادة الأراضي المفقودة، وبلغت ذروتها مع تقدم «سلوقس الثالث» نفسه لعبور جبال طوروس، فقط ليتم اغتياله من قبل أعضاء جيشه عام 223 ق.م. تولى الجنرال «أكيوس»، الذي رافق «سلوقس الثالث»، قيادة الجيش، والذي عُرضت علىه الملكية ورفضها لصالح شقيق «سلوقس الثالث» الأصغر «أنطيوخوس الثالث»، الذي عين بعد ذلك «أكيوس» حاكمًا على جميع مناطق الأناضول شمال جبال طوروس. في غضون عامين، استعاد «أكيوس» جميع الأراضي السلوقية المفقودة، "حاصر أتالوس داخل أسوار بيرغامون"، واتخذ لقب الملك.
بعد فترة من السلام، في عام 218 ق.م، بينما كان «أكيوس» مشاركًا في رحلة استكشافية إلى مدينة سيلج جنوب جبال طوروس، استعاد «أتالوس» مع بعض التراقيين الغاليين أراضيه السابقة. ومع ذلك، عاد «أكيوس» من سيلج عام 217 ق.م واستأنف القتال مع «أتالوس».
بموجب معاهدة تحالف مع «أتالوس»، عبر «أنطيوخوس الثالث» جبال طوروس في 216 ق.م، وهاجم «أكيوس» وحاصر ساردس، وفي 214 ق.م، السنة الثانية من الحصار، تمكن من الاستيلاء على المدينة. ومع ذلك، ظلت القلعة تحت سيطرة «أكيوس». تحت ذريعة الإنقاذ، تم القبض أخيرًا على «أكيوس» وتم إعدامه، واستسلمت القلعة. بحلول عام 213 ق.م، استعاد «أنطيوخس» السيطرة على جميع مقاطعاته الآسيوية.

## الحرب المقدونية الأولى

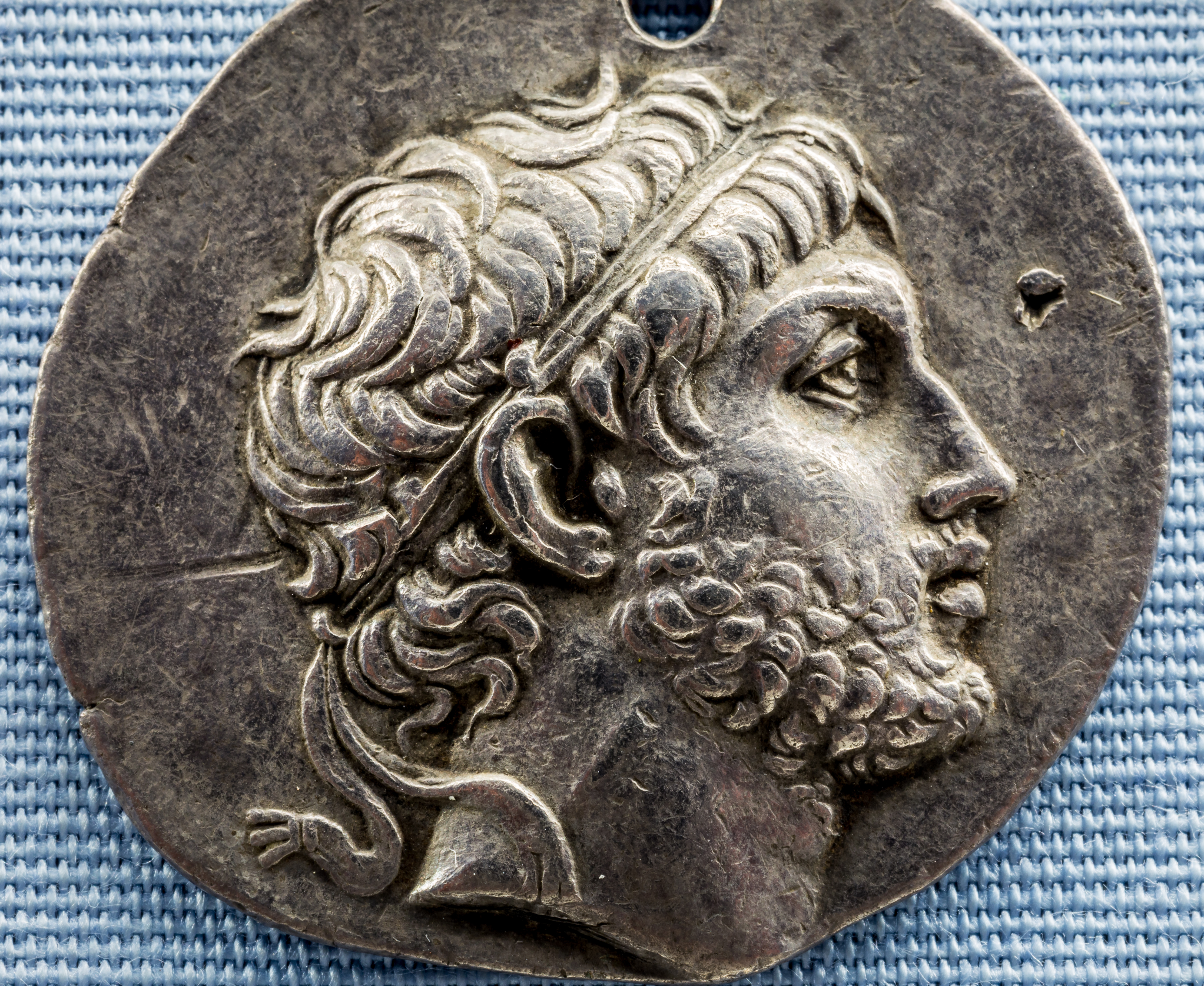
«فيليب الخامس» ملك مقدونيا، وأحد الأقطاب الرئيسية خلال الحرب المقدونية الأولى والثانية.

بعد إحباطه في الشَرق، حول «أتالوس» انتباهه الآن غربًا. ربما لقلقه من طموحات «فيليب الخامس» المُتزايدة، كان «أتالوس» في وقت ما قبل 219 ق.م مًُتحالفًا مع أعداء «فيليب»، الاتحاد الأيتولي، اتحاد الدول اليونانية في أيتوليا في وسط اليونان، بعد أن مول تحصينات مدينة إليوس، أحد معاقل الاتحاد الأيتولي في كاليدونيا، بالقرب من مصب نهر أخيلوس.
تسبب تحالف «فيليب» مع «حنبعل القرطاجي» في عام 215 ق.م من إثارة القلق في روما، ثم تورط في الحرب البونيقية الثانية. في عام 211 ق.م، تم التوقيع على معاهدة بين روما والاتحاد الأيتولي، حيث سمح بند منها بإدراج بعض الحلفاء في العصبة، وكان «أتالوس» أحد هؤلاء. تم انتخاب «أتالوس» كواحد من الإستراتيجوس (بالإغريقية تعني «قائد الجيش»)، وفي عام 210 ق.م ربما شاركت قواته في الاستيلاء على جزيرة أجانيطس، والتي أستعملها كقاعدة انطلاق لعملياته في اليونان.
في الربيع التالي (209 ق.م)، سار «فيليب» جنوبًا إلى اليونان. تحت قيادة الإستراتيجوس «بيرهياس»، زميل «أتالوس»، خسر الحلفاء معركتين في لمياء. ذهب «أتالوس» نفسه إلى اليونان في يوليو وانضم إليه الحاكم الروماني «بوبليوس ماكسيموس» الذي قضى الشتاء هناك. في الصيف التالي (208 ق,م)، فشل الأسطول المُشترك المكون من خمسة وثلاثين سفينة بيرغامينية وخمسة وعشرين سفينة رومانية في الاستيلاء على ليمنوس، لكنها احتلت ونهبت ريف جزيرة سكوبيلوس، كلا الجزيرتين تابعة لمقدونيا. ثم حضر «أتالوس» و«بوبليوس» اجتماعًا في هيراكليا تراشينيا (مُستعمرة أسسها الأسبرطيون في وسط اليونان) للاتحاد الأيتولي، حيث جادل الرومان ضد صنع السلام مع «فيليب».
عندما استؤنفت الأعمال العدائية، نهب «أتالوس» و«بوبليوس» كلًا من قرية أوريوس، الواقعة على الساحل الشمالي لـ وابية، ومدينة آوبوس، المدينة الرئيسية في شرق لوكريس. تم حجز الغنائم التي نُهبت من أوريوس لـ«بوبليوس»، الذي عاد إلى هُناك، بينما بقي «أتالوس» لجمع الغنائم من آوبوس. مع انقسام قواتهم، هاجم «فيليب» آوبوس. فوجئ «أتالوس» وبالكاد تمكن من الفرار إلى سُفنه.
أُجبر «أتالوس» الآن على العودة إلى آسيا، لأنه علم في أوبوس أنه، بتحريض من «فيليب»، «بروسياس الأول» ملك بيثينيا، المرتبط بـ«فيليب» عن طريق الزواج، قد بدأ بالزحف نحوَ بيرغامون. بعد فترة وجيزة، تخلى الرومان أيضًا عن اليونان لتركيز قواتهم ضد «حنبعل»، وقد تحقق هدفهم في منع «فيليب» من مُساعدة الأخير. في عام 206 ق.م، رفع الاتحاد الأيتولي دعوى من أجل السلام بشروط فرضها عليهُم «فيليب». تم وضع معاهدة فينيقيا عام 205 ق.م، مُنهية رسميًا الحرب المقدونية الأولى. تم إدراج «أتالوس» كحليف على جانب روما. احتفظ بأجانيطس، لكنه لم يُنجز بها سوى القليل. كذلك بما أن «بروسياس الأول» قد تم تضمينه أيضًا في المُعاهدة، لا بُد وأن حربه مع «أتالوس» قد انتهت أيضًا بحلول ذلك الوقت.

## إدخال عبادة ماجنا ماتر إلى روما
في عام 205 ق.م، بعد "السلام الفينيقي"، لجأت روما إلى «أتالوس»، كصديقها الوحيد في آسيا، للمُساعدة فيما يتعلق بمسألة دينية. تسبب عدد غير عادي من زخات الشُهب في دَب القلق داخل روما، وتم إجراء فحص لكتب العرافة، التي كتشفت عن آيات تقول أنه إذا كان الأجنبي سيشن حربًا على إيطاليا، فيُمكن هزيمته إذا ارتبطت ماجنا، الإلهة الأم، مع جبل إيدا في فريجيا (تقع تحت سيطرة «أتالوس»)، تم إحضارهم إلى روما. على أمل التوصل إلى نتيجة سريعة للحرب مع «حنبعل»، تم إرسال وفد متميز بقيادة القُنصل «ماركوس ليفينوس» إلى بيرغامون، لطلب مُساعدة «أتالوس». بحسب المؤرخ «تيتوس ليفيوس»، استقبل «أتالوس» الوفد بحرارة، و"سلمهم الحجر المُقدس الذي أعلنه السُكان الأصليون أنه "أم الآلهة"، وأمرهم بحمله إلى روما". في روما أصبحت هذه الإلهة المعروف باسم «ماجنا ماتر» (إلهة الجبال).

## الأعمال العدائية المقدونية عام 201 ق.م
بعد أن منعته مُعاهدة فينيقيا من التوسع في الغرب، شرع «فيليب» في توسيع سلطته في بحر إيجة والأناضول. في ربيع عام 201 ق.م استولى على ساموس والأسطول المصري المُتمركز هناك. ثم حاصر خيوس في الشمال. تسببت هذه الأحداث في دخول «أتالوس» المُتحالف مع رودس وبيزنطة وسيزيكوس في الحرب. وقعت معركة بحرية كبيرة في المضيق بين خيوس والبر الرئيسي، جنوب غرب إريثرا. وفقًا لـ«بوليبيوس»، شاركت 53 سفينة حربية كبيرة وأكثر من مائة وخمسين سفينة حربية أصغر في الجانب المقدوني، مع 65 سفينة حربية كبيرة وعدد من السفن الحربية الصغيرة على الجانب المُتحالف. خلال المعركة، أُجبر «أتالوس»، بعد أن أصبح معزولاً عن أسطوله ومُطاردًا من قبل «فيليب»، على تشغيل سُفنه الثلاث الراسية على الشاطئ، وهرب بصعوبة من خلال نشر بعض الكنوز على أسطح السفن المؤرضة، مما دفع مُلاحقيه إلى التخلي عن المطاردة والأنشغال بالنهب.
في نفس العام، غزا «فيليب» بيرغامون. على الرغم من عدم قدرته على الاستيلاء على المدينة التي يسهل الدفاع عنها، ويرجع ذلك جزئيًا إلى الاحتياطات التي اتخذها «أتالوس» لتوفير تحصينات إضافية، إلا أنه هدم المعابد والمذابح المحيطة. في غضون ذلك، أرسل «أتالوس» ورودس مبعوثين إلى روما، لتسجيل شكاواهم ضد «فيليب».

## الحرب المقدونية الثانية
في عام 200 ق.م، شارك «أتالوس» في الحرب المقدونية الثانية. غزا الأكارنانيون بدعم مقدوني أقليم أتيكا، مما دفع أثينا، التي حافظت في السابق على حيادها، في طلب المُساعدة من أعداء «فيليب». «أتالوس»، مع أسطوله المتمركز في أجانيطس، استقبل سفارة من أثينا، للحضور إلى المدينة للتشاور. بعد بضعة أيام، علم «أتالوس» أن السفراء الرومان كانوا في أثينا أيضًا، وقرر الذهاب إلى هناك على الفور. كان استقباله في أثينا غير عادي. «بوليبيوس» يكتب:
... بصحبة الرومان والقضاة الأثينيين، بدأ تقدمه إلى المدينة في جو من العظمة. كون أستقباله لم يتم مع القُضاة والفرسان فحسب، بل استقبله جميع المواطنين بأبنائهم وزوجاتهم. وعندما التقى الموكبان، لم يكن من الممكن تجاوز دفء الترحيب الذي قدمه عامة الناس للرومان، وأكثر من ذلك إلى أتالوس. عند دخوله إلى المدينة من بوابة ديبيوم، اصطف الكهنة في الشارع من كلا الجانبين، ثم فُتحت جميع المعابد؛ وتم وضع الضحايا على استعداد للذبح؛ فطلب من الملك ان يذبح. أخيرًا قدموا له مثل هذه الهدايا الرفيعة ما لم يُقدموا يبمثله لأي من المُحسنين السابقين، فبالإضافة إلى الإطراءات الأخرى، قاموا بتسمية قبيلة بعد أتالوس، وصنفوه من بين الأبطال الذين سيحملون أسمائهم.
قام «سولبيسيوس جالبا»، القنصل الآن، بإقناع روما بإعلان الحرب على «فيليب»، وطلب من «أتالوس» مقابلة الأسطول الروماني وإجراء حملة بحرية مرة أخرى، ومضايقة الممتلكات المقدونية في بحر إيجة. في ربيع عام 199 ق.م، استولى أسطولا بيرغاموني-روماني على أندروس في جُزر سيكلادس، وانتقلت الغنائم إلى الرومان والجزيرة إلى «أتالوس». من أندروس أبحروا جنوباً، وشنوا هجوماً غير مُثمر على جزيرة سيكلاديكية أخرى، كيثنوس، وعادوا شمالاً، ونبشوا حقول سكياثوس قبالة سواحل ماغنيسيا بحثاً عن الطعام، واستمروا شمالاً إلى ميندي، حيث دمرت عاصفة أسطولهُم. على الأرض تم صدهم في كاساندريا، وتكبدوا خسائر فادحة. استمروا في الشمال الشرقي على طول الساحل المقدوني حتى مدينة أكانثوس، حيث قاموا بنهبها، وبعد ذلك عادوا إلى وابية، وسفنهم محملة بالغنائم. عند عودتهم، ذهب الزعيمان إلى هيراكليا للقاء الاتحاد الأيتولي، الذين طلبوا من «أتالوس»، بموجب شروط المُعاهدة، ألف جندي. رفض الأخير ، مُشيرًا إلى رفض الاتحاد الأيتولي احترام طلب «أتالوس» لمُهاجمة مقدونيا خلال هجوم «فيليب» على بيرغامون قبل ذلك بعامين. استئناف العمليات، هاجم «أتالوس» والرومان لكنهم فشلوا في الاستيلاء على قرية أوريوس، الواقعة على الساحل الشمالي لـ وابية، وقرر ترك قوة صغيرة لاستثمارها، وهاجم عبر المضيق في ثيساليا. عندما عادوا إلى أوريوس، هاجموا مرة أخرى، هذه المرة بنجاح، أخذ الرومان الأسرى، بينما نال «أتالوس» المدينة. انتهى موسم الحملات الانتخابية الآن، حضر «أتالوس» أسرار اليوسيس ثم عاد إلى بيرغامون بعد أن كان بعيدًا عنها لأكثر من عامين.

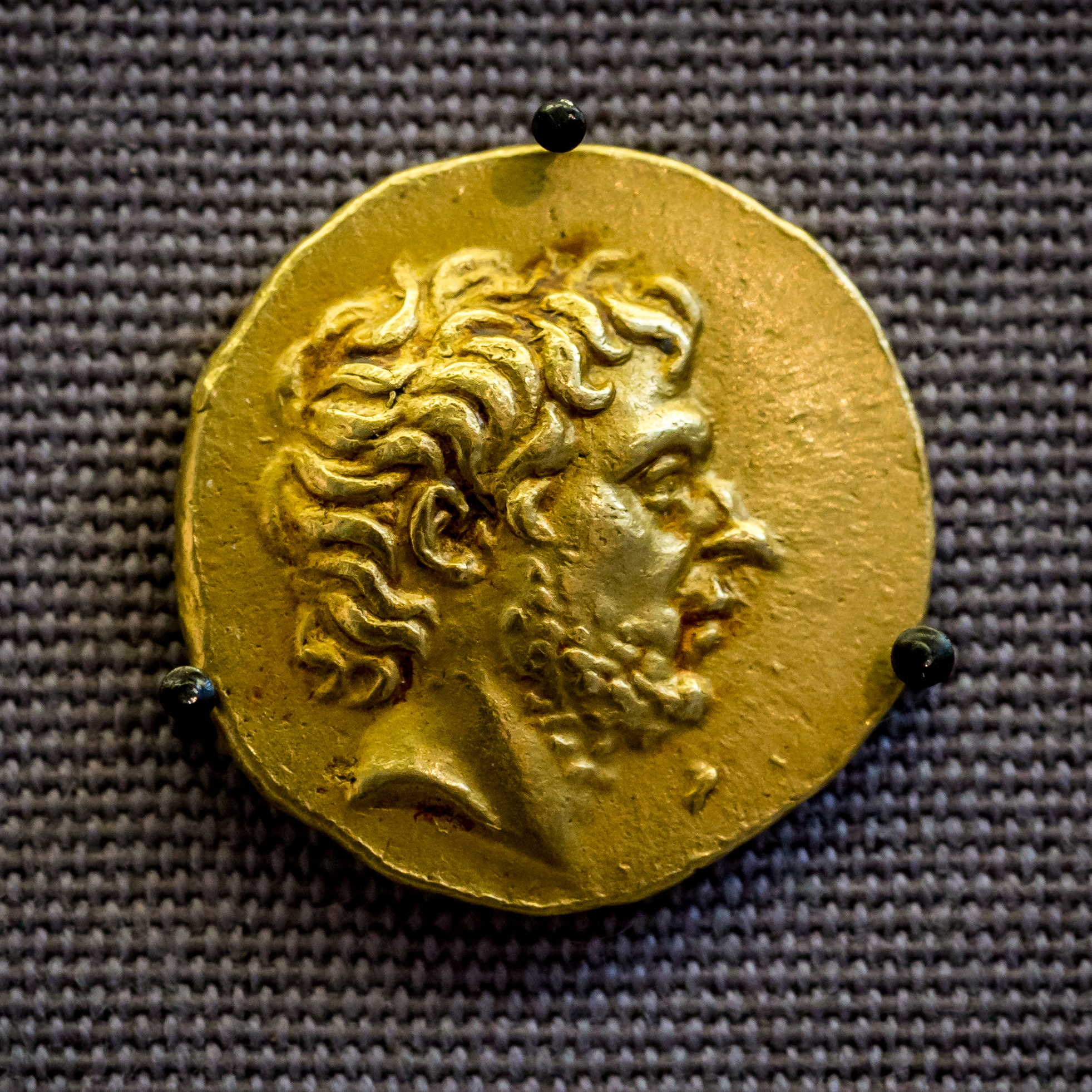
القُنصل الروماني «تيتوس كوينكتيوس فلامينينوس» الذي هزم الإغريق في معركة كينوسكيفالاي مُنهيًا بذلك الحرب المقدونية الثانية.

في ربيع عام 198 ق.م، عاد «أتالوس» إلى اليونان مع 23 سفينة خماسية انضمت إلى أسطول مكون من عشرين سفينة حربية روديانية في أندروس، لاستكمال غزو وابية الذي بدأ في العام السابق. سرعان ما انضم الرومان إلى الأساطيل المُشتركة التي استولت على إريتريا وكاريستوس لاحقًا. وهكذا، سيطر الحلفاء على كل وابية باستثناء خالكيذا. ثم أبحر أسطول الحلفاء إلى سينكري استعدادًا للهجوم على كورنث. في هذه الأثناء، كان القنصل الروماني الجديد لتلك السنة، «تيتوس كوينكتيوس فلامينينوس»، قد علم أن اتحاد آخاين، حُلفاء مقدونيا، قد تغيروا في القيادة لصالح روما. على أمل إقناع الأخيون بالتخلي عن «فيليب» والانضمام إلى الحلفاء، تم إرسال المبعوثين، بما في ذلك «أتالوس» نفسه، إلى سيكيون، حيث عرضوا دمج كورنث مع اتحاد آخاين. يبدو أن «أتالوس» قد أثار إعجاب السيكيون، لدرجة أنهم أقاموا تمثالًا ضخمًا له في سوقهم وقدموا تضحيات على شرفه. انعقد اجتماع للجامعة وبعد نقاش ساخن وانسحاب بعض المندوبين وافق الباقون على الانضمام إلى التحالف. قاد «أتالوس» جيشه من سينكري (التي يسيطر عليها الحلفاء الآن) عبر البرزخ وهاجم كورنث من الشمال، مُتحكمًا في الوصول إلى ليتشيوم، الميناء الكورنثي على خليج كورنث، هاجم الرومان من الشرق مسيطرين على طرق الوصول الى على مقاربات سينكري، مع هجوم الأخيون من الغرب للسيطرة على الوصول إلى المدينة عبر بوابة سيكيون. مهما كانت المدينة صمدت، وعندما وصلت التعزيزات المقدونية، تم التخلي عن الحصار. تم طرد الأخيون، وغادر الرومان إلى قُرفس، بينما أبحر أتالوس إلى بيرايوس.
في أوائل عام 197 ق.م، استدعى «فلامينينوس» «أتالوس» للانضمام إليه في إلاتيا (التي أصبحت الآن في أيدي الرومان) ومن هناك سافروا معًا لحضور مجلس بيوتيا في ثيفا لمُناقشة الجانب الذي ستتخذه بيوتيا في الحرب. تحدث «أتالوس» أولاً في المجلس، مُذكّرًا سُكان بيوتيا بالأشياء العديدة التي فعلها هو وأسلافه من أجلهم، لكن أثناء خطابه توقف عن الكلام وانهار، وشُل جانب واحد من جسده. تم نقل «أتالوس» إلى بيرغامون، حيث توفي في وقت قريب من معركة كينوسكيفالاي، والتي أدت إلى نهاية الحرب المقدونية الثانية.

## عائلة
تزوج أتالوس من «أبولونيس»، من سيزيكوس. كان لديهم أربعة أبناء هم، يومينس، أتالوس، فيليتروس، وأثينايوس (بعد والد أبولونيس). كان يُعتقد بأن «أبولونيس» هي نموذج للحُب الأمومي. يصف «بوليبيوس» «أبولونيس» بأنها:
"امرأة تستحق أن نتذكرها لأسباب عديدة وبشرف. وتتمثل ادعاءاتها بشأن ذكريات مواتية في أنها، على الرغم من ولادتها من عائلة خاصة، فقد أصبحت ملكة، واحتفظت بهذه المرتبة المرموقة حتى نهاية حياتها، ليس من خلال استخدام الافتتانات الجذابة، ولكن بفضيلة ونزاهة سلوكها في الحياة الخاصة والعامة على حد سواء. وفوق كُل شيء، كانت أم لأربعة أبناء احتفظت معهم بأقصى قدر من المودة والأمومة. الحب حتى آخر يوم في حياتها".
تمت ملاحظة المودة الأبوية للأخوة وكذلك تربيتهم من قبل عدة مصادر قديمة. مرسوم لـ«أنطيوخوس الرابع» يُشيد:
"الملك أتالوس والملكة أبولونيس ... بسبب فضائلهما وصلاحهما، اللذين احتفظا بهما لأبنائهما، وأدارا تعليمهما بهذه الطريقة بحكمة وجيدة." "لطالما اعتبرت نفسها مباركة وشكرت الآلهة، ليس على الثروة أو الإمبراطورية، ولكن لأنها رأت أبنائها الثلاثة يحرسون الأكبر وهو يحكم دون خوف بين المُسلحين".
عندما توفي «أتالوس» عام 197 ق.م. في سن ال 72، خلفه ابنه البكر «يومينس الثاني». يقول «بوليبيوس»، في وصفه لحياة «أتالوس»: 
"وما هو أكثر من ذلك بكثير، على الرغم من أنه ترك أربعة أبناء بالغين، فقد حسم مسألة الخلافة جيدًا، لدرجة أن التاج تم تسليمه لأطفاله دون خلاف واحد."
توفيت «أبولونيس» في منتصف القرن الثاني قبل الميلاد. تكريما لها، بنى أبناء «أتالوس» معبدًا في سيزيكوس مزينًا بنقوش بارزة تمثل عدة مشاهد لأبناء يظهرون الحب لأمهاتهم، مع مشهد يظهر أيضًا حب الأب.